# Arbre à gentiane
Lycianthes rantonnetii
Espèce
Classification APG III (2009)
Synonymes
Solanum rantonnei orth. var. Carrière

Solanum rantonnetii Carrière

L’arbre à gentiane (Lycianthes rantonnetii) est un arbuste de la famille des Solanacées originaire d'Amérique du Sud. Il a été nommé en l'honneur du botaniste français Barthélémy Victor Rantonnet. On l'appelle aussi Morelle de Rantonnet ou « buisson à patates bleues » en anglais.
Il existe de nombreux cultivars largement utilisés dans le monde entier comme plante ornementale.

## Description
L'arbre à gentiane est un arbuste pouvant atteindre jusqu'à 4 m de haut.
Ses rameaux retombants et souples sont légèrement pubescents (essentiellement des trichomes simples), devenant plus tard glabres.
Les feuilles sont minces et à marge légèrement ondulée. Elles sont à peine poilues et ont un court pétiole. Les feuilles sont généralement de 5-7 cm de long et 4 cm de long, mais peuvent être jusqu'à deux fois plus grandes.
L'arbuste donne une grande et abondante floraison de fleurs bleu-violet du début de l'été jusqu'aux premiers froids. La corolle de type gamopétale a un tube court et 5 lobes et 5 étamines.
Les fruits de la taille d'une noisette ne sont pas comestibles car toxiques.
Cytologie : 2n=24

## Culture
Cette plante gourmande a besoin d'une exposition chaude et très ensoleillée ainsi que d'un sol riche, frais mais très drainant pour bien fleurir.
Elle ne supporte que brièvement des températures négatives (jusqu'à -5 °C - Zone USDA 7b à 8a). En cas de froids plus importants, la partie aérienne peut mourir et la souche peut redémarrer au printemps.
Il convient de rabattre de moitié ses rameaux en fin d'hiver afin de lui conserver son port compact et d'accroître la floraison. Elle fleurit à l'extrémité des rameaux donc une taille trop fréquente l'empêchera de fleurir.
Se reproduit très facilement par bouture.

## Distribution
Il est originaire du Brésil, Bolivie, Argentine et Paraguay.

## Galerie

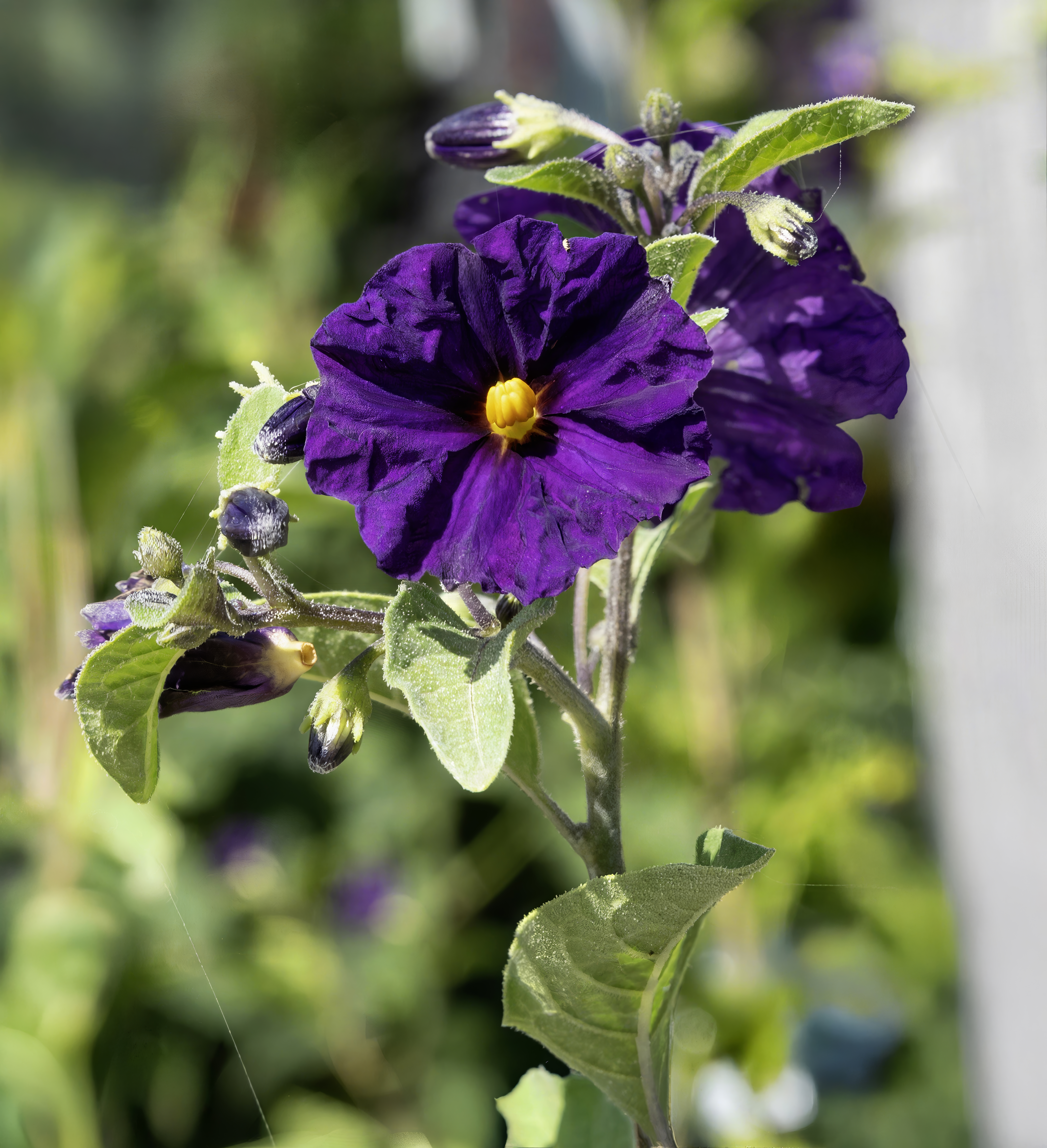
Lycianthes rantonnetii 'royal robe'  - Jardin des Martels, Giroussens Tarn
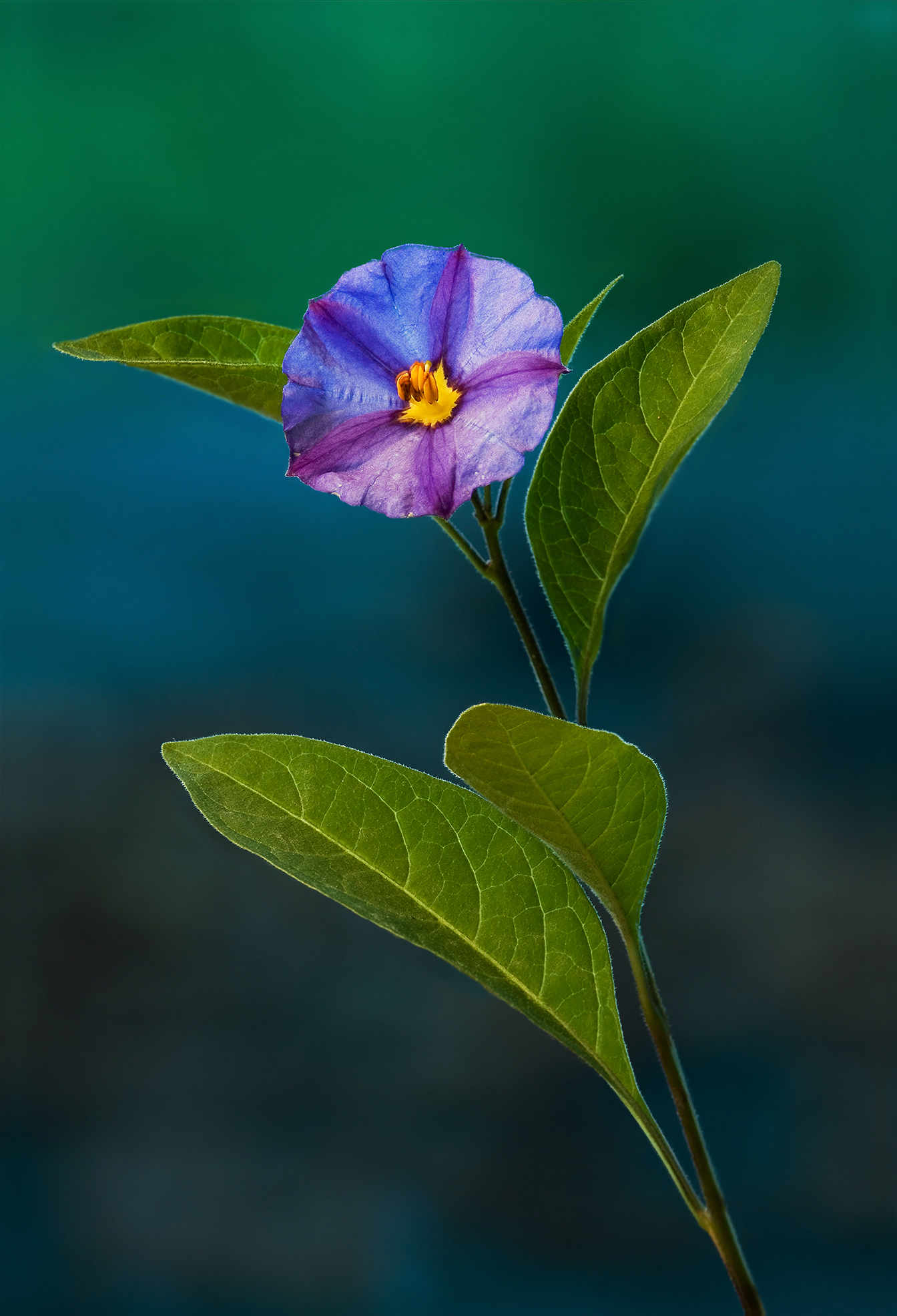
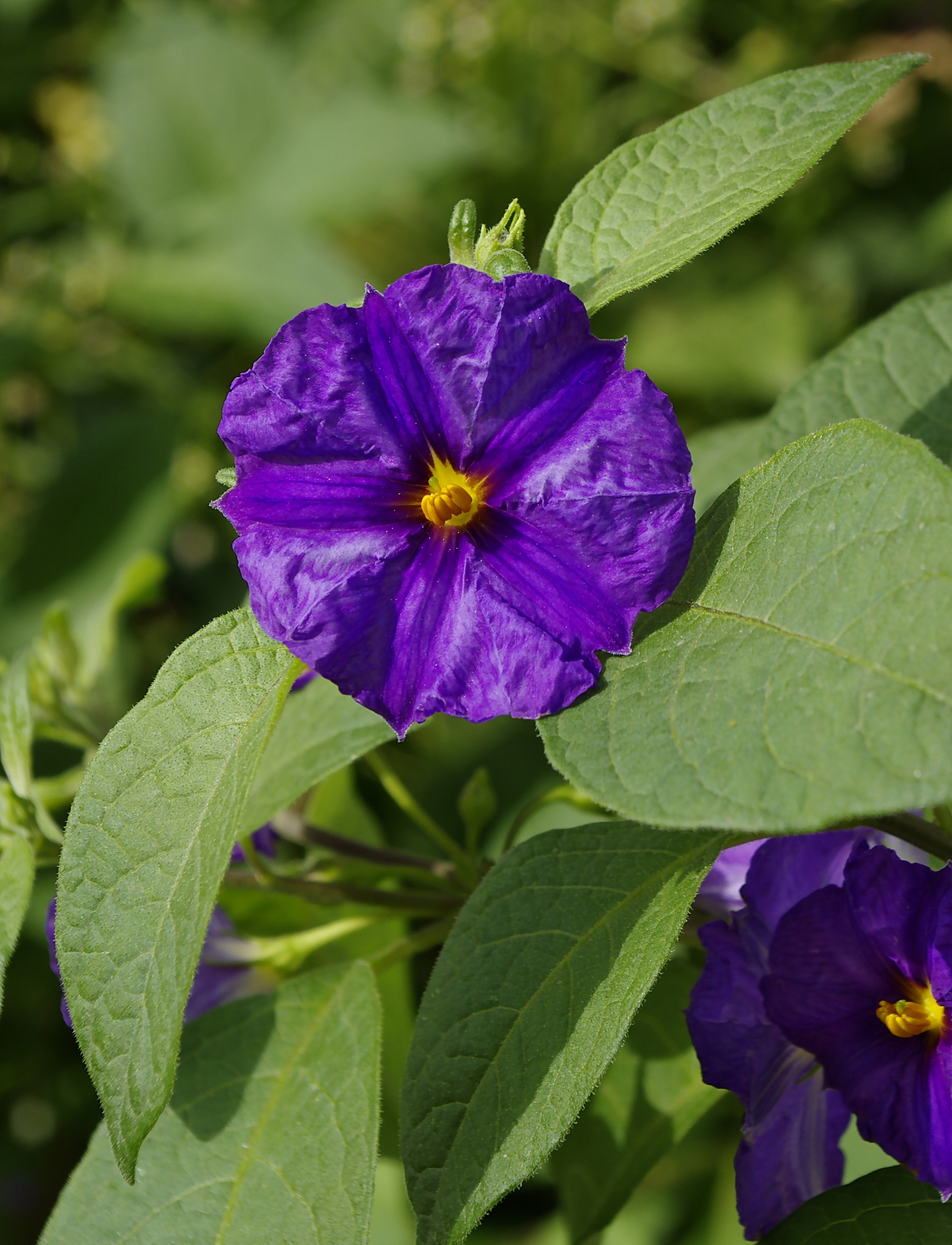